# 1964年東京オリンピックのアメリカ合衆国選手団
1964年東京オリンピックのアメリカ合衆国選手団（1964ねんとうきょうオリンピックのアメリカがっしゅうこくせんしゅだん）は、1964年10月10日から10月24日にかけて日本の首都東京で開催された1964年東京オリンピックのアメリカ合衆国選手団、およびその競技結果。

## 概要
今大会は金メダル36個、銀メダル26個、銅メダル28個の合計90個のメダルを獲得した。
陸上競技では、アル・オーターが男子円盤投で金メダルを獲得し、1956年メルボルンオリンピック、1960年ローマオリンピックに続いて3連覇を達成した。

## メダル
| メダル | 選手名                                                                                      | 競技 | 種目                     |
| ------ | ------------------------------------------------------------------------------------------- | ---- | ------------------------ |
| 金     | ボブ・ヘイズ                                                                                | 陸上 | 男子100m                 |
| 金     | ヘンリー・カー                                                                              | 陸上 | 男子200m                 |
| 金     | マイケル・ララビー                                                                          | 陸上 | 男子400m                 |
| 金     | ロバート・シュール                                                                          | 陸上 | 男子5000m                |
| 金     | ビリー・ミルズ                                                                              | 陸上 | 男子10000m               |
| 金     | ヘイズ・ジョーンズ                                                                          | 陸上 | 男子110mハードル         |
| 金     | レックス・コーリー                                                                          | 陸上 | 男子400mハードル         |
| 金     | ポール・ドレイトン ジェラルド・アシュワース リチャード・ステッビンス ボブ・ヘイズ           | 陸上 | 男子4×100mリレー         |
| 金     | オラン・キャッセル マイケル・ララビー ユリス・ウィリアムズ ヘンリー・カー                   | 陸上 | 男子4×400mリレー         |
| 金     | フレッド・ハンセン                                                                          | 陸上 | 男子棒高跳               |
| 金     | ダラス・ロング                                                                              | 陸上 | 男子砲丸投               |
| 金     | アル・オーター                                                                              | 陸上 | 男子円盤投               |
| 金     | ワイオミア・タイアス                                                                        | 陸上 | 女子100m                 |
| 金     | エディス・マガイヤー                                                                        | 陸上 | 女子200m                 |
| 金     | ドン・ショランダー                                                                          | 競泳 | 男子100m自由形           |
| 金     | ドン・ショランダー                                                                          | 競泳 | 男子400m自由形           |
| 金     | ジェド・グラエフ                                                                            | 競泳 | 男子200m背泳ぎ           |
| 金     | リチャード・ロス                                                                            | 競泳 | 男子400m個人メドレー     |
| 金     | スティーブン・クラーク マイク・オースティン ゲイリー・イルマン ドン・ショランダー           | 競泳 | 男子4×100m自由形リレー   |
| 金     | ハロルド・トンプソン・マン ウィリアム・クレイグ フレッド・シュミット スティーブン・クラーク | 競泳 | 男子4×100mメドレーリレー |
| 金     | スティーブン・クラーク ロイ・サーリ ゲイリー・イルマン ドン・ショランダー                   | 競泳 | 男子4×200m自由形リレー   |
| 金     | バージニア・デュンケル                                                                      | 競泳 | 女子400m自由形           |
| 金     | キャシー・ファーガソン                                                                      | 競泳 | 女子100m背泳ぎ           |
| 金     | シャロン・スタウダー                                                                        | 競泳 | 女子100mバタフライ       |
| 金     | ドナ・デバロナ                                                                              | 競泳 | 女子400m個人メドレー     |
| 金     | シャロン・スタウダー ドナ・デバロナ リリアン・ワトソン キャスリーン・エリス                 | 競泳 | 女子4×100m自由形リレー   |
| 金     | キャシー・ファーガソン シンシア・ゴエット シャロン・スタウダー キャスリーン・エリス         | 競泳 | 4×100mメドレーリレー     |
| 銀     | ポール・ドレイトン                                                                          | 陸上 | 男子200m                 |
| 銀     | ブレイン・リンドグレン                                                                      | 陸上 | 男子110mハードル         |
| 銀     | ラルフ・ボストン                                                                            | 陸上 | 男子走幅跳               |
| 銀     | ジョン・トーマス                                                                            | 陸上 | 男子走高跳               |
| 銀     | ランディ・マトソン                                                                          | 陸上 | 男子砲丸投               |
| 銀     | エディス・マガイヤー                                                                        | 陸上 | 女子100m                 |
| 銀     | ウィリー・ホワイト ワイオミア・タイアス マリリン・ホワイト エディス・マガイヤー             | 陸上 | 女子4×100mリレー         |
| 銀     | ジョン・ネルソン                                                                            | 競泳 | 男子1500m自由形          |
| 銀     | ゲイリー・ディリー                                                                          | 競泳 | 男子200m背泳ぎ           |
| 銀     | カール・ロビー                                                                              | 競泳 | 男子200mバタフライ       |
| 銀     | ロイ・サーリ                                                                                | 競泳 | 男子400m個人メドレー     |
| 銀     | シャロン・スタウダー                                                                        | 競泳 | 女子100m自由形           |
| 銀     | マリリン・ラメノフスキー                                                                    | 競泳 | 女子400m自由形           |
| 銀     | クラウディア・コルブ                                                                        | 競泳 | 女子200m平泳ぎ           |
| 銀     | シャノン・フィネラン                                                                        | 競泳 | 女子400m個人メドレー     |
| 銅     | ビル・デリンジャー                                                                          | 陸上 | 男子5000m                |
| 銅     | ジョン・ランボー                                                                            | 陸上 | 男子走高跳               |
| 銅     | デーブ・ウェイル                                                                            | 陸上 | 男子円盤投               |
| 銅     | ロバート・ベネット                                                                          | 競泳 | 男子200m背泳ぎ           |
| 銅     | チェスター・ジャストレムスキー                                                              | 競泳 | 男子200m平泳ぎ           |
| 銅     | フレッド・シュミット                                                                        | 競泳 | 男子200mバタフライ       |
| 銅     | キャスリーン・エリス                                                                        | 競泳 | 女子100m自由形           |
| 銅     | テリー・スティックルズ                                                                      | 競泳 | 女子400m自由形           |
| 銅     | バージニア・デュンケル                                                                      | 競泳 | 女子100m背泳ぎ           |
| 銅     | キャスリーン・エリス                                                                        | 競泳 | 女子100mバタフライ       |
| 銅     | マーサ・ランダール                                                                          | 競泳 | 女子400m個人メドレー     |
| 銅     | ジェームズ・ブレグマン                                                                      | 柔道 | 男子80kg以下級           |